# Johnny Ecker
Johnny Ecker, né le 16 janvier 1973 à Rouen, est un footballeur français. Il évoluait au poste de défenseur central du début des années 1990 jusqu'au début des années 2000.

## Biographie
Formé au Stade beaucairois, il rejoint le Nîmes Olympique en 1993, et participe à l'épopée du club gardois en Coupe de France lors de la saison 1995-1996. Évoluant en National (D3), Nîmes parvient jusqu'en finale de la Coupe de France échouant de peu contre l'AJ Auxerre (défaite 2-1).
Johnny Ecker quitte ensuite Nîmes pour Lille. Sous les ordres de Vahid Halilhodžić, il monte en Ligue 1 après avoir été sacré champion de Ligue 2. Le club lillois se qualifie même pour la Ligue des champions l'année de son retour dans l'élite. Lors du tour préliminaire, Johnny Ecker marque l'un des buts de la victoire 2 à 0 de Lille sur le terrain de Parme.
Il rejoint ensuite l'OM, puis Guingamp. Il revient ensuite à Nîmes afin d'y terminer sa carrière professionnelle. Après un passage à Bagnols-sur-Cèze, il rejoint son club formateur, le Stade beaucairois, qui évolue en Division d'Honneur régionale, il y est responsable des jeunes,. Il crée ensuite son club, toujours à Beaucaire, l'Espoir FC Beaucairois.

## Carrière
| Saison      | Club                   | Pays   | Championnat | Championnat | Championnat | Championnat  | Championnat  | Europe | Europe | Europe |
| Saison      | Club                   | Pays   | Division    | Matchs      | Buts        | Carton jaune | Carton rouge | Comp.  | M.     | B.     |
| ----------- | ---------------------- | ------ | ----------- | ----------- | ----------- | ------------ | ------------ | ------ | ------ | ------ |
| 1993 - 1994 | Nîmes Olympique        | France | Ligue 2     | 25          | 3           | ?            | ?            | /      | -      | -      |
| 1994 - 1995 | Nîmes Olympique        | France | Ligue 2     | 21          | 0           | ?            | ?            | /      | -      | -      |
| 1995 - 1996 | Nîmes Olympique        | France | National    | 32          | 2           | ?            | ?            | /      | -      | -      |
| 1996 - 1997 | Nîmes Olympique        | France | National    | ?           | ?           | ?            | ?            | C2     | 3      | 1      |
| 1997 - 1998 | Nîmes Olympique        | France | Ligue 2     | 40          | 3           | ?            | ?            | /      | -      | -      |
| 1998 - 1999 | Nîmes Olympique        | France | Ligue 2     | 28          | 1           | ?            | ?            | /      | -      | -      |
| 1999 - 2000 | Lille OSC              | France | Ligue 2     | 23          | 1           | ?            | ?            | /      | -      | -      |
| 2000 - 2001 | Lille OSC              | France | Ligue 1     | 33          | 2           | ?            | ?            | /      | -      | -      |
| 2001 - 2002 | Lille OSC              | France | Ligue 1     | 25          | 0           | ?            | ?            | C1+C3  | 8+4    | 1+0    |
| 2002 - 2003 | Olympique de Marseille | France | Ligue 1     | 32          | 0           | ?            | ?            | /      | -      | -      |
| 2003 - 2004 | Olympique de Marseille | France | Ligue 1     | 22          | 0           | ?            | ?            | C1     | 7      | 0      |
| 2004 - 2005 | Olympique de Marseille | France | Ligue 1     | 3           | 0           | ?            | ?            | /      | -      | -      |
| 2005 - 2006 | EA Guingamp            | France | Ligue 2     | 17          | 0           | ?            | ?            | /      | -      | -      |
| 2006 - 2007 | Nîmes Olympique        | France | National    | 25          | 2           | ?            | ?            | /      | -      | -      |
| 2007 - 2008 | Nîmes Olympique        | France | National    | 0           | -           | -            | -            | /      | -      | -      |

## Palmarès

### En club

#### Nîmes Olympique
- Finaliste de la Coupe de France en 1996
- Champion de France de National en 1997

#### Lille OSC
- Champion de France de Division 2 en 2000

#### Olympique de Marseille
- Finaliste de la Coupe UEFA en 2004

## Filmographie
- 2004 : Plus belle la vie (saison 1, épisode 23)

## Distinctions personnelles
- Nommé dans l'équipe type de Division 2 en 1998 aux Trophées UNFP[5].